# Shkodër
Shkodër o Shkodra (llatí Scodra, grec Σκόδρα, italià Scutari, serbi Скадар o Skadar, turc İşkodra o Arnavut İskenderiyesi) és una ciutat d'Albània amb prop de cent mil habitants a la frontera nord a uns 25 km de la costa, situada entre dos rius (antics Clausula i Barbanna) a la riba del llac Shkodër (o Scutari) antigament Labeatis. És la cinquena ciutat més poblada d'Albània i la seu del comtat de Shkodër i del municipi de Shkodër. Shkodra ha estat habitada contínuament des de l'edat del bronze primerenca ( c. 2250–2000 aC),  i té aproximadament 2.200 anys d'història registrada. La ciutat s'estén per la plana de Mbishkodra entre la part sud del llac Shkodër i els contraforts dels Alps albanesos a la vora dels rius Buna, Drin i Kir. A causa de la seva proximitat al mar Adriàtic, Shkodër es veu afectada per un clima mediterrani estacional amb influències continentals.
Un assentament urbà anomenat Skodra va ser fundat per la tribu il·líria de Labeatae al segle IV aC. Es va convertir en la capital del regne d'Il·liri sota els Ardiaei i Labeatae i va ser una de les ciutats més importants dels Balcans en l'antiguitat. Històricament s'ha desenvolupat en un turó situat estratègicament a la sortida del llac Shkodër al Buna. Els romans es van annexionar la ciutat després de la tercera guerra il·líria el 168 aC, quan el rei il·líric Gentius va ser derrotat per la força romana d'Anicius Gallus. Al segle III dC, Shkodër es va convertir en la capital de Praevalitana, a causa de la reforma administrativa de l'emperador romà Dioclecià. Amb l'expansió del cristianisme al segle IV d.C., es va fundar l'arxidiòcesi de Scodra i va ser assumida l'any 535 per l'emperador bizantí Justinià I.
La ciutat va ser testimoniada per primera vegada en fonts clàssiques com la capital del regne d'Il·liri amb el nom de Skodra ( en grec antic : Σκόδρα; genitiu Σκοδρινῶν "dels Skodrians", apareixent el s. monedes aC) i Scodra (forma llatina).
Encara que l'origen final del topònim Σκόδρα Scodra és incert, el nom és certament preromà. S'ha suggerit un origen paleobalcànic, relacionant-lo amb l'albanès: kodër (forma definida:kodra) 'turó', i romanès: codru (arbossat) muntanya, bosc', amb la mateixa arrel que l'antic topònim Codrio/Kodrion.

## Història
Els primers signes d'activitat humana a les terres de Shkodër es remunten al Paleolític mitjà (fa 120.000-30.000 anys). Els artefactes i les restes faunístiques proporcionen proves que els primers habitants de la zona de Shkodër van ser caçadors-recol·lectors del Plistocè. La presència d'agricultors neolítics també està testimoniada per artefactes. L'edat del coure i del bronze primerenc constitueixen una important conca hidrogràfica per a l'evolució social dels territoris de la costa adriàtica oriental, inclosa Shkodër, amb la formació de noves cultures i l'inici de nous processos històrics, etnogenètics i culturals complexos. Aquest període representa per a Shkodër el primer pas d'un procés d'ocupació i desenvolupament. Els habitants de la conca de Shkodër, molt poblada, produïen ceràmica, practicaven l'agricultura i fabricaven eines metàl·liques. La cultura de l'edat del bronze inicial de Shkodra té moltes similituds amb la cultura de la costa adriàtica oriental i el seu interior, com la cultura de Cetina, i també té connexions amb la cultura de l'edat del bronze inicial de Maliq al sud-est d'Albània. Durant l'Edat del Bronze Primera desenvolupada apareix la nova pràctica d'enterraments de túmuls, que pot estar associada a les migracions indoeuropees des de les estepes. Durant l'edat del bronze mitjà i final els assentaments a la regió i les interaccions extraregionals aparentment van augmentar. A l'edat del bronze final els habitants de la conca de Shkodra tenien contactes amb Itàlia o el nord-oest de Grècia. A finals de l'Edat del Bronze i al començament de l'Edat del Ferro ( c.1100–800 aC), la formació d'un grup cultural gran, cohesionat i força homogeni ja s'havia produït en un territori ben definit de la regió de Shkodra, que en les fonts històriques es coneixia com "la tribu dels Labeatae" en temps posteriors.
Les condicions favorables a la plana fèrtil, al voltant del llac, han portat gent aquí des de l'antiguitat. Se suposa que els artefactes i les inscripcions, descoberts al castell de Rozafa, són els primers exemples de comportament simbòlic dels humans a la ciutat. Tot i que, era conegut amb el nom de Scodra i estava habitat per les tribus il·líries dels Labeates i Ardiaei, que governaven un gran territori entre l'Albània moderna fins a Croàcia. El rei Agron, la reina Teuta i el rei Gentius, es trobaven entre les personalitats més famoses dels Ardiaei.
La ciutat va ser esmentada per primera vegada durant l'antiguitat com el lloc dels labeats il·lírics en què encunyaven monedes i el de la reina Teuta. Abans del domini romà era el país del poble il·liri dels labeates. El rei Gentius es va oposar en aquesta ciutat als romans el 168 aC però fou derrotat en una batalla sota els seus murs, la ciutat va ser capturada i ocupada pels romans i es va convertir en una important ruta comercial i militar. Els romans van colonitzar la ciutat. Scodra va romandre a la província d'Il·líric i, més tard, a Dalmàcia. Fou més tard capital de la província romana de la Prevalitana. L'any 395 dC, formava part de la diòcesi de Dàcia, dins de Praevalitana. Després de la divisió de l'Imperi Romà, Shkodra va ser presa pels bizantins.
Al segle vii van començar a arribar els eslaus. L'emperador romà d'Orient Heracli (610-641) la va donar al serbis a la primera meitat del segle vii i fou part del principat de Duklja que després fou sotmès per Ràscia. Ràscia va quedar sota vassallatge búlgar al segle x i durant aquest segle es va erigir en la capital del principat de Duklja fins que el tsar Samuel la va sotmetre altre cop, però breument. Després fou incorporada a l'Imperi Romà d'Orient i va formar el tema de Sèrbia.
A principis del segle XI, Jovan Vladimir va governar Duklja enmig de la guerra entre Basili II i Samuel. Vladimir suposadament es va retirar a Koplik quan Samuel va envair Duklja i es va veure obligat posteriorment a acceptar el vassallatge búlgar. Més tard va ser assassinat pels búlgars. Shingjon (festa de Jovan Vladimir) ha estat celebrada des de llavors pels cristians ortodoxos albanesos.
A la dècada de 1030, Stefan Vojislav de Travunija, llavors part de la Sèrbia medieval,  va expulsar els darrers estrategues i va derrotar amb èxit els bizantins el 1042. Stefan Vojislav va establir Shkodër, com a capital. Constantine Bodin va acceptar els croats de la croada de 1101 a Shkodër. Després de les lluites dinàstiques del segle XII, Shkodër es va convertir en una part integral de la província sèrbia Nemanjić Zeta. El 1214 la ciutat va ser breument annexada al Despotat d'Epir sota Miquel I Comnenos Ducas. El 1330, Stefan Dečanski, rei de Sèrbia, va nomenar el seu fill Stefan Dušan com a governador de Zeta amb seu a Shkodër. El mateix any Dušan i el seu pare van entrar en el conflicte que va resultar amb la campanya de Dečanski que va destruir la cort de Dušan al riu Drin prop de Shkodër el gener de 1331. L'abril de 1331, van fer una treva, però l'agost de 1331 Dušan va anar de Shkodër a Nerodimlje i va enderrocar el seu pare.
Durant la desintegració de l'Imperi Serbi, Shkodër va ser presa per la família albanesa Balshaj, que va lliurar la ciutat a la República de Venècia el 1396, per tal de formar una zona de protecció de l'Imperi Otomà . Durant el domini venecià la ciutat va adoptar els Estatuts de Scutari, una llei cívica escrita en venecià. Els Estatuts de Scutari esmenten la presència albanesa i eslava a la ciutat, però sota el domini venecià molts dalmates van ser portats a Shkodra i com a tals van formar la majoria allà. Després que la pesta negra matés la majoria dels habitants, els albanesos i els eslaus van formar la majoria a la ciutat. Els venecians van construir l' església de Sant Esteve (més tard convertida en la mesquita Fatih Sultan Mehmet pels otomans) i el castell de Rozafa. El 1478-79 el conqueridor Mehmed va assetjar Shkodër. El 1479 la ciutat va caure en mans dels otomans i els defensors de la ciutadella van emigrar a Venècia, mentre que molts albanesos de la regió es van retirar a les muntanyes. D'altra banda, les classes altes de la ciutat, ajudades per la família Jonima, es van instal·lar a les ciutats de Ravena, Venècia i Treviso. La ciutat es va convertir llavors en la seu d'un sanjak otomà recentment establert, el Sanjak de Scutari.

### Període otomà
Durant la Guerra turcoveneciana de 1463 a 1479 va resistir atacs otomans el 1474 i el 1478-1479 sota Leke Dukagjini, successor de Skanderbeg el 1468. Finalment el 1479 va passar als otomans pel tractat de Constantinoble. Es va convertir en el centre del sanjak i el 1485 hi havia 27 fogars musulmans i 70 cristians, tot i que a finals del segle següent ja n'hi havia més de 200 en comparació amb els 27 cristians, respectivament.
Els habitants es van revoltar contra els otomans el 1833 i 1836, 1854, 1861-1862 i 1869. Abans del 1867 era una sandjak de l'eyalat de Rumèlia però en aquest any es va unir al sandjak de Skopje (Uskub) i va esdevenir vilayat dividit en els sandjaks de Shkodër, Prizren i Dèbar (Debre). El 1877, Prizren va passar al vilayat de Kosovo (Kosova) i Dèbar al de Monastir. Durrës (Durazzo) va ser convertida en sandjak. El 1878 Bar i Podgòrica van passar a Montenegro. El 1900 els dos sandjaks de Scutari i Durazzo que formaven el vilayat de Shkodër van quedar administrativament separats.

### Època moderna
Durant la guerra dels Balcans, fou atacada pels montenegrins, però les forces otomanes dirigides per Essad Pasha van resistir set mesos a montenegrins i serbis però finalment es van haver de rendir (abril de 1913) però Montenegro va haver d'abandonar la ciutat que fou assignada al principat d'Albània (maig de 1913). Després que Montenegro sofrís un alt nombre de morts amb més de 10.000 víctimes. Edith Durham també assenyala les crueltats patides a la mà dels montenegrins arran de l'octubre de 1913: "Milers de refugiats que arribaven de Djakovo i el barri. Víctimes de Montenegro. La meva posició era indescriptiblement dolorosa, perquè no em quedaven fons, i les dones van venir a mi plorant: "Si no la llençaràs a alimentar el meu fill, no la llençaràs al riu". Montenegro es va veure obligat a abandonar la ciutat al nou país d'Albània el maig de 1913, d'acord amb la Conferència d'Ambaixadors de Londres .
Durant la Primera Guerra Mundial, les forces montenegrines van tornar a ocupar Shkodër el 27 de juny de 1915. El gener de 1916, Shkodër va ser presa per Àustria-Hongria i va ser el centre de la zona de la seva ocupació. Quan la guerra va acabar l'11 de novembre de 1918, les forces franceses van ocupar Shkodër així com altres regions amb poblacions albaneses importants. Després de la Primera Guerra Mundial, l'administració militar internacional d'Albània es va localitzar temporalment a Shkodër, i el març de 1920, Shkodër va ser sotmesa a l'administració del govern nacional de Tirana. A la segona meitat de 1920, durant la Guerra Serbio-Albanesa, Shkodër va resistir la invasió sèrbia sota el lideratge de Sylço Bushati i l'ajuda financera proporcionada per personatges notables com Musa Juka.
Shkodër va ser el centre dels moviments democràtics dels anys 1921-1924. L'oposició democràtica va guanyar la majoria de vots per a l'Assemblea Constitucional i el 31 de maig de 1924 les forces democràtiques es van fer càrrec de la ciutat i des de Shkodër es van dirigir a Tirana. De 1924 a 1939, Shkodër va tenir un lent desenvolupament industrial, es van obrir petites fàbriques que produïen aliments, tèxtils i ciment. De 43 d'aquests el 1924, el nombre va augmentar a 70 el 1938. El 1924, Shkodër tenia 20.000 habitants, el nombre va créixer fins als 29.000 el 1938. Durant setembre de 1928, Albània va ser proclamada monarquia pel rei Zog I. Va ser un monarca musulmà fet a si mateix i el rei de tots els albanesos fins al 1939, quan Itàlia va envair Albània, Shkoder va resistir sota el lideratge de Mehmet Ullagaj però va caure poc després. Després de 1939, Zog es va exiliar i Víctor Emmanuel III es va convertir en el rei dels albanesos. Poc després de la Segona Guerra Mundial, Emmanuel va abdicar formalment el 1946. El 1945, Enver Hoxha va establir el comunisme a Albània.
Shkodër era la seu d'un arquebisbat catòlic i tenia diverses escoles religioses. La primera escola laica es va obrir aquí el 1913, i el gimnàs estatal es va obrir el 1922. Va ser el centre de moltes associacions culturals. En esports Shkodër va ser la primera ciutat d'Albània que va constituir una associació esportiva, la "Vllaznia" (confraria). Vllaznia Shkodër és el club esportiu més antic d'Albània.
El 1944 va ser alliberada pels comunistes. El 1990 va caure el comunisme i va instaurar-se el règim previ a 1924.
Durant els primers anys 90, Shkodër va tornar a ser un centre important, aquesta vegada del moviment democràtic que finalment va posar fi al règim comunista instaurat per Enver Hoxha. A finals dels anys 2000 (dècada), la ciutat experimenta un renaixement a mesura que es pavimenten els carrers principals, es pinten edificis i es canvien el nom dels carrers. El desembre de 2010, Shkodër i la regió circumdant es van veure probablement afectades per les pitjors inundacions dels últims 100 anys. L'any 2011 es va construir un nou pont giratori sobre la Buna, substituint així l'antic pont proper.

## Geografia
Shkodër s'estén estratègicament a la plana de Mbishkodra entre el llac de Shkodër i els contraforts dels Alps albanesos, que forma la continuació meridional dels Alps dinàrics. El nord-est de la ciutat està dominat pel mont Maranaj amb 1,576 m per sobre de l'Adriàtic. Shkodër està atrapat a tres costats per Kir a l'est, Drin al sud i Buna a l'oest. Sortint del llac de Shkodër, Buna desemboca al mar Adriàtic, formant la frontera amb Montenegro. El riu s'uneix al Drin durant aproximadament 2 km al sud-oest de la ciutat. A l'est, Shkodër limita amb Kir, que s'origina al nord desembocant també al Drin, que envolta Shkodër al sud. L'àrea del municipi de Shkodër és 872.71 km; l'àrea de la unitat municipal de Shkodër (la ciutat pròpiament dita) és 16.46 km.
El llac Shkodër es troba a l'oest de la ciutat i forma la frontera d'Albània i Montenegro. El llac es va convertir en el símbol de la divisió econòmica i social estable i consistent de la ciutat. Tot i que, el llac és el llac més gran del sud d'Europa i un hàbitat important per a diverses espècies animals i vegetals . A més, la secció albanesa ha estat designada com a reserva natural. El 1996, també va ser reconeguda com a zona humida d'importància internacional per designació en virtut de la Convenció de Ramsar. Buna connecta el llac amb el mar Adriàtic, mentre que el Drin proporciona un enllaç amb el llac Ohrid, al sud-est d'Albània. Es tracta d'una criptodepressió, omplert pel riu Morača i desembocat a l'Adriàtic per la Buna, de 41 quilòmetres de llarg.

## Clima
Shköder té un clima mediterrani d'estiu calent (Köppen:Csa) i subtropical humit (Köppen:Cfa). La temperatura mitjana mensual oscil·la entre 1.8 °C  a 10.3 °C  al gener i 20.2 °C  a 33.6 °C a l'agost. La precipitació mitjana anual és d'uns 1,500 mm, la qual cosa fa que la zona sigui una de les més humides d'Europa.